# Incești (Poșaga), Alba
Incești este un sat în comuna Poșaga din județul Alba, Transilvania, România.
Conform informațiilor din cadrul Recensământului Populației și al Locuințelor din anul 2011 localitatea nu avea niciun locuitor la data recensământului. Localitatea nu a putut fi identificată pe Planurile Directoare de Tragere (1916–1959). Pe imaginile satelitare recente nu au fost identificate gospodării sau trama stradală. În conformitate cu informațiile statistice din anul 2013 ale Autorității Naționale Sanitar Veterinare și pentru Siguranța Alimentelor localitatea figurează cu 12 bovine și 160 ovine.